# Microsoft Reader
Der Microsoft Reader ist ein proprietäres Anwendungsprogramm zur Darstellung elektronischer Bücher (E-Books), die im Microsoft-eigenen DRM-geschützten Lit-Format vorliegen. Es läuft ausschließlich auf Windows-Betriebssystemen und ist 2012 eingestellt worden.

## Geschichte
Ursprünglich war der Microsoft Reader wohl als Teil eines Gesamtkonzeptes von Microsoft zum Thema E-Books geplant. Nach der Präsentation eines Prototyps für ein entsprechendes Lesegerät im Jahr 2000 wurde das Produkt jedoch nicht auf den Markt gebracht. Durch die starke Verbreitung des Windows-Betriebssystems etablierte sich der Reader relativ schnell. Da er aber für die damals weit verbreiteten Palm-PDAs nicht angeboten wurde, ließ er ein wichtiges Marktsegment unbearbeitet.
Im August 2011 kündigte Microsoft an, dass es ab dem 8. November 2011 keine neuen E-Books im .lit-Format mehr geben wird und das vollständige Aus für die Microsoft Reader App am 30. August 2012 erfolgen soll.

## Versionen
Die erste Version des Microsoft Readers erschien im Jahr 2000. Die Version war nicht vollends ausgereift, insbesondere besaß sie noch nicht das für die kommerzielle Vermarktung wichtige digitale Rechtemanagement, sodass bald darauf im Jahre 2001 die ausgereifte Version 2.0 mit neuen Funktionen veröffentlicht wurde. Neben den Versionen für Windows-PCs und Pocket-PCs wird zudem eine Anpassung an Tabletcomputer angeboten.
Die 2003 erschienene Version 2.1.1 ist die bisher letzte des Readers. Bis zur vollständigen Einstellung der Weiterentwicklung des Programms erschienen nur noch einige wenige Fehlerkorrekturen.
Version 2.1 hatte folgende Systemanforderungen
- Pentium 75 oder höherer Prozessor
- 16 MB RAM
- Ca. 19 MB freier Festplattenspeicher
- Windows 98, Microsoft Windows NT 4 SP 6, Microsoft Windows 2000/XP oder Microsoft Windows ME
- Microsoft Internet Explorer 4.0 mit Service Pack 1 oder höher
- VGA- oder höher auflösender Monitor und Grafikkarte für eine Darstellung von 16-Bit-Farben oder mehr

## Funktionen
Neben den für E-Book-Reader typischen Funktionen wie Lesezeichen, Navigationshilfe, persönlicher Bibliothek und benutzerdefinierte Anmerkungen bietet der Microsoft Reader, neben einer Interaktivität für Wörterbücher und Lexika (Wörter können markiert werden und eine Übersetzung bzw. Erklärung kann angezeigt werden, wenn entsprechende Werke installiert sind), erstmals eine freie Paginierung. Die Buchseiten werden je nach verwendetem Anzeigebildschirm beim Öffnen automatisch angepasst. Zusätzlich bietet der Reader eine ClearType-Unterstützung, die die Anzeigequalität auf Bildschirmen erheblich verbessert. Als wichtige Funktion für Sehbehinderte besitzt der Reader eine Text-to-Speech-Ausgabe.
Die Versionen für Pocket- und Tablet-PCs bieten darüber hinaus die Möglichkeit, zwischen Hoch- und Querformat zu wechseln und Bilder heranzuzoomen. Die Zoomfunktion prädestiniert den Reader auch als Anzeigeprogramm für Karten.
Ein Software Development Kit für das Microsoft-eigene Lit-Format, das externen Entwicklern die Möglichkeit bietet, Konvertierungsprogramme für Lit-E-Books zu entwickeln und zu publizieren, ist frei verfügbar. Endkunden haben die Möglichkeit, mit angebotenen Konvertierungsprogrammen ihre eigenen E-Books aus HTML- oder Textdateien herzustellen. Zudem existieren Konvertierungs-Plug-ins für die Textverarbeitung Microsoft Word und das Layoutprogramm QuarkXPress.